# Ульська сільська рада
55°13′30″ пн. ш. 29°14′24″ сх. д. / 55.22500° пн. ш. 29.24000° сх. д.
У́льська сільська рада (біл. У́льскі сельсавет) — адміністративно-територіальна одиниця у складі Бешенковицького району, Вітебської області Білорусі. Адміністративний центр сільської ради — агромістечко Улла.

## Розташування
Ульська сільська рада розташована у північній частині Білорусі, в центральній частині Вітебської області, на захід від обласного центру Вітебськ та на північ — північний захід від районного центру Бешенковичі.
На території сільської ради розташовані десятки малих і великих озер, найбільші із них: Полозер'є (8,0 км²) — розташоване в південно-західній частині сільради, на кордоні із Ушацьким районом, Горносвіччя, Короневське (0,58 км²), Хотинське (0,22 км²). В північно-східній частині сільради протікає річка Західна Двіна із лівою притокою Уллою, в яку впадає річка Свєчанка (права) та невелика річка Хотинка (ліва).

## Історія
Сільська рада була створена 20 серпня 1924 року у складі Ульського району Вітебської округи (БРСР) і знаходилась там до 26 липня 1930 року. В 1930 році округа була ліквідована і рада у складі Ульського району перейшла у пряме підпорядкування БРСР. 8 липня 1931 року район був ліквідований, а сільрада передана до складу Бешенковицького району. З 20 лютого 1938 року, після утворенням Вітебської області (15 січня 1938), разом із Бешенковицьким районом, увійшла до її складу. 9 вересня 1946 року сільрада передана до складу, відновленого, Ульського району. Сільська рада реорганізована у селищну раду. 12 лютого 1965 року сільрада була повернута до складу Бешенковицького району. 8 квітня 2004 року селищна рада ліквідована, а натомість була утворена Ульська сільська рада, якій були передані населені пункти, ліквідованих Ульської селищної ради та Сокоровської сільської ради.

## Склад сільської ради
До складу Ульської сільської ради входить 28 населених пунктів:
| - Бортники 1 — село. - Бортники 2 — село. - Броди — село. - Бичкове — село. - Галі — село. - Гарані — село. - Двірники — село. - Дубище — село. - Дибалі — село. - Єрмоловщина — село. | - Жданове — село. - Заріччя — село. - Зорники — село. - Мартинове — село. - Муравщина — село. - Полуозерря — село. - Пониззя — село. - Прудіни — село. - Сапеги — село. - Слобода — село. | - Сокорове — село. - Узріччя — село. - Улла — агромістечко. - Улянівка — село. - Фролковичі — село. - Хотине — село. - Шапчине — село. - Шауріне — село. |